# 发毛针蓝细菌属
发毛针蓝细菌属（学名：Crinalium）为戈芒藻科的一属细菌。该属的模式种为Crinalium endophyticum。

## 下属物种
本属包括以下物种：
- Crinalium endophyticum Crow 1927
- 沙居发毛针蓝细菌 Crinalium epipsammum De Winder et al. 1990
- Crinalium magnum Fritsch and John 1942